# Miss Grand International
Miss Grand International este un titlu care se acordă la un concurs de frumusețe internațional care a fost creat în 2013 de un om de afaceri thailandez, «Nawat Itsaragrisil», plasat ca popularitate în social media pe locul 3 după Miss World și Miss Universe.. Candidatele care participă la concurs au fost alese deja în țara de origine ca „regina frumuseții”.  Din anul 2016,  acest concurs are loc în diferite țări apropape anual.
Câștigătoarei i se acordă titlul de «Miss Grand International» și primește 40000 USD premiu în numerar ca recompensă.

## Câștigătoare
| Anul | Miss Grand International | Țara candidatei            | Locul concursului                     | Participanți |
| ---- | ------------------------ | -------------------------- | ------------------------------------- | ------------ |
| 2013 | Janelee Chaparro         | Puerto Rico                | Bangkok, Thailanda                    | 71           |
| 2014 | Lees Garcia              | Cuba                       | Bangkok, Thailanda                    | 85           |
| 2015 | Anea Garcia              | Republica Dominicană       | Bangkok, Thailanda                    | 77           |
| 2015 | Claire Elizabeth Parker  | Australia                  | Bangkok, Thailanda                    | 77           |
| 2016 | Ariska Putri Pertiwi     | Indonezia                  | Las Vegas, Statele Unite ale Americii | 74           |
| 2017 | María José Lora          | Peru                       | Phu Quoc, Vietnam                     | 77           |
| 2018 | Clara Sosa               | Paraguay                   | Yangon, Myanmar                       | 75           |
| 2019 | Valentina Figuera        | Venezuela                  | Caracas, Venezuela                    | 60           |
| 2020 | Abena Appiah             | Statele Unite ale Americii | Bangkok, Thailanda                    | 63           |
| 2021 | Nguyễn Thúc Thùy Tiên    | Vietnam                    | Bangkok, Thailanda                    | 59           |
| 2022 | Isabella Menin           | Brazilia                   | Jakarta, Indonezia                    | 68           |
| 2023 | Luciana Fuster           | Peru                       | Ho Și Min, Vietnam                    | 69           |
| 2024 | Rachel Gupta             | India                      | Bangkok, Thailanda                    | 68           |

Notă:
1. ↑  Anea Garcia a fost descalificată la 1 martie 2016, următoarea concurentă, Claire Elizabeth Parker din Australia, fiind propulsată pe primul loc.[11]

### Gallery

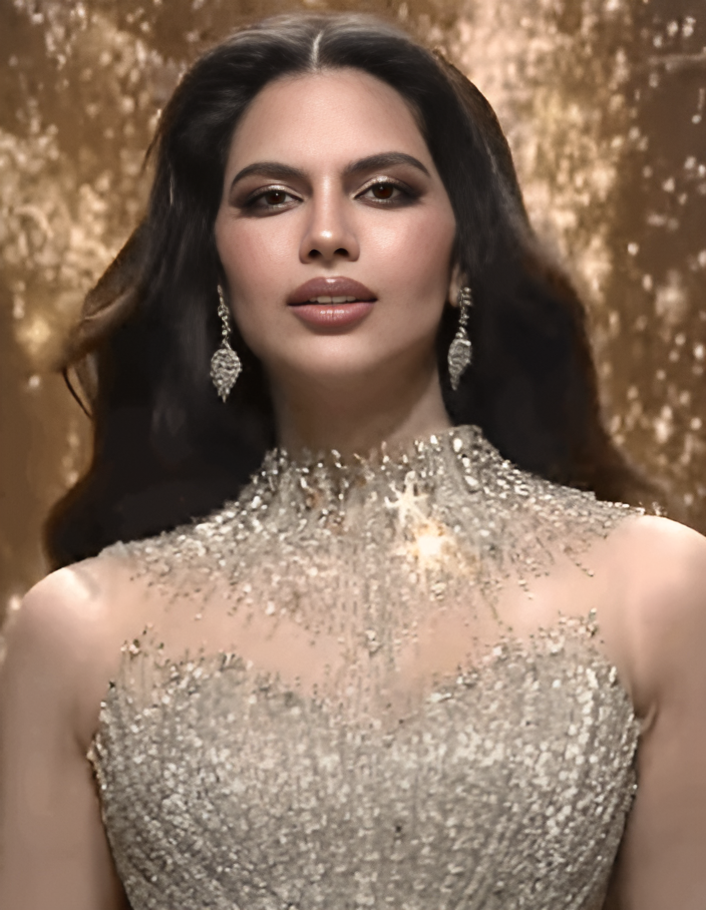
Miss Grand International 2024 Rachel Gupta India
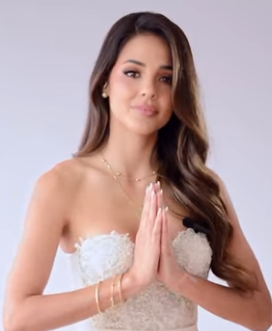
Miss Grand International 2023 Luciana Fuster Peru
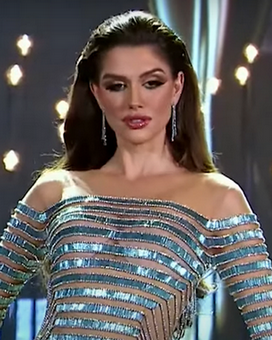
Miss Grand International 2022 Isabella Menin Brazilia
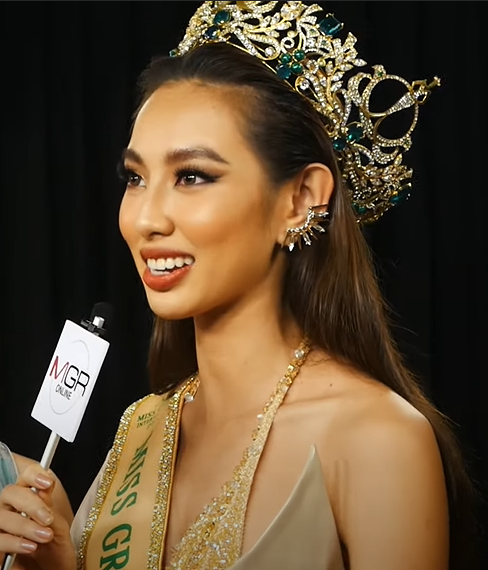
Miss Grand International 2021 Nguyễn Thúc Thùy Tiên Vietnam
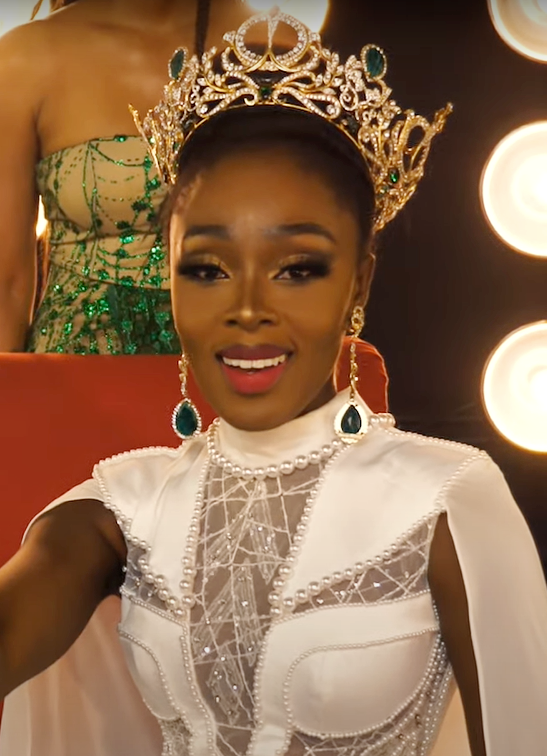
Miss Grand International 2020 Abena Appiah Statele Unite ale Americii
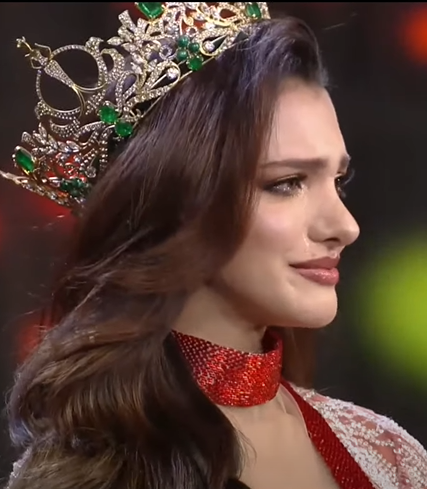
Miss Grand International 2019 Valentina Figuera Venezuela
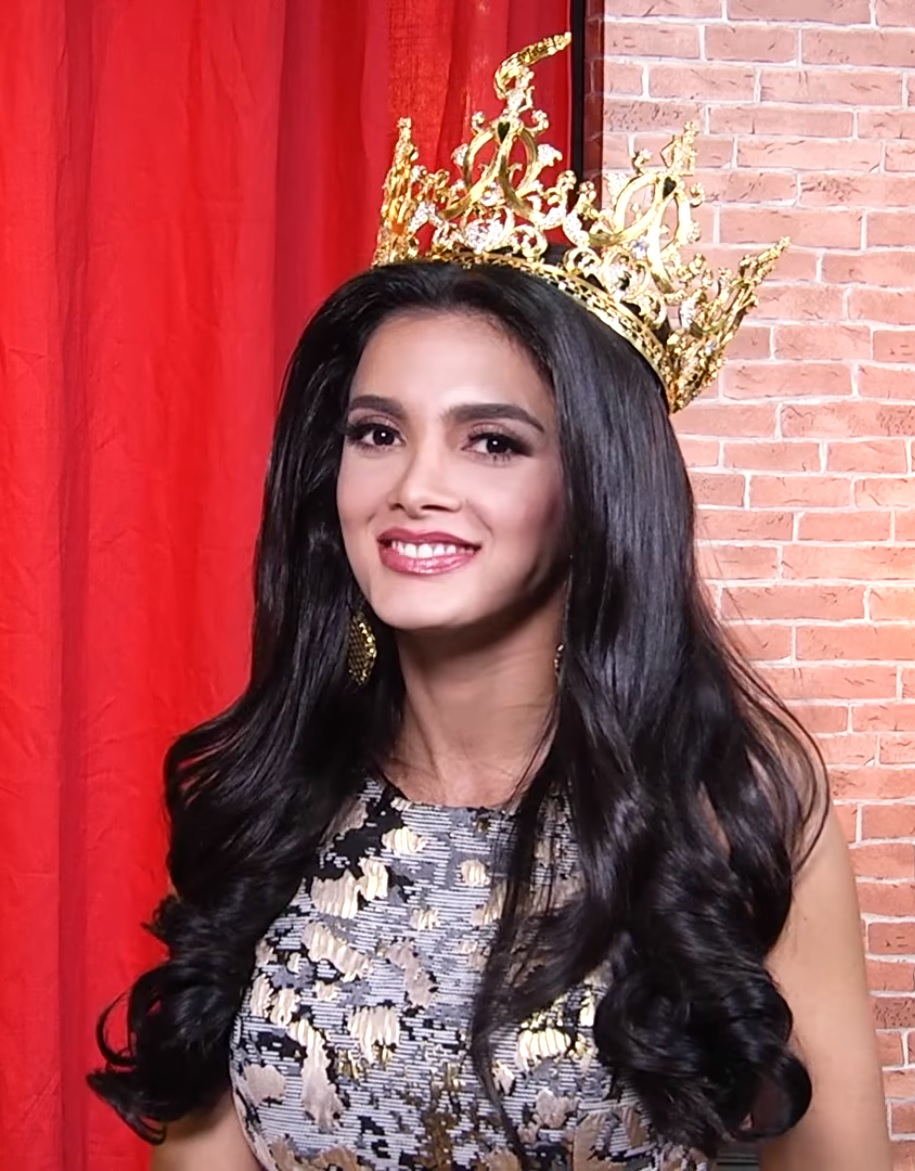
Miss Grand International 2018 Clara Sosa Paraguay
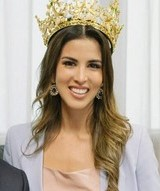
Miss Grand International 2017 María José Lora Peru
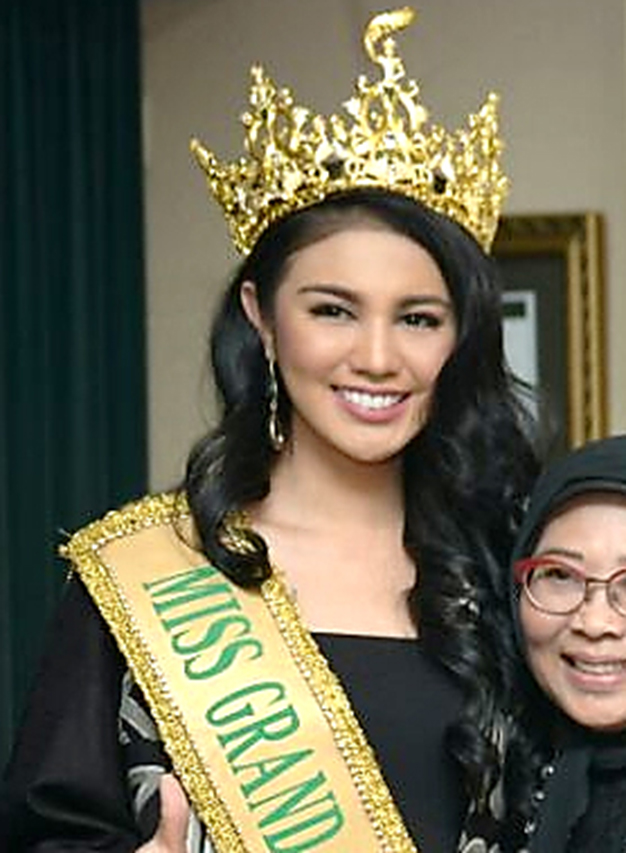
Miss Grand International 2016 Ariska Putri Pertiwi Indonezia
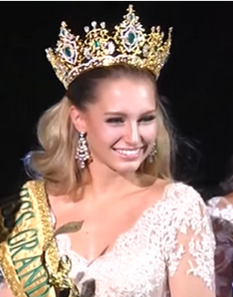
Miss Grand International 2015 Claire Elizabeth Parker Australia
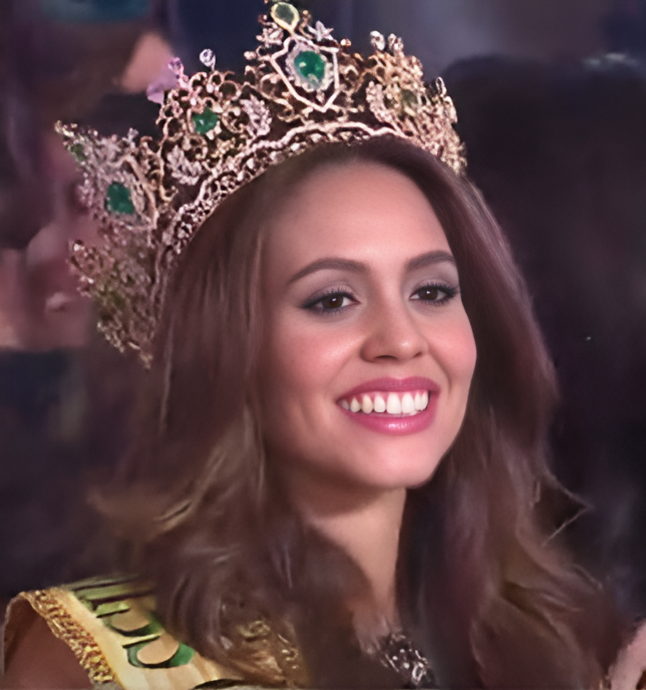
Miss Grand International 2014 Lees García Cuba
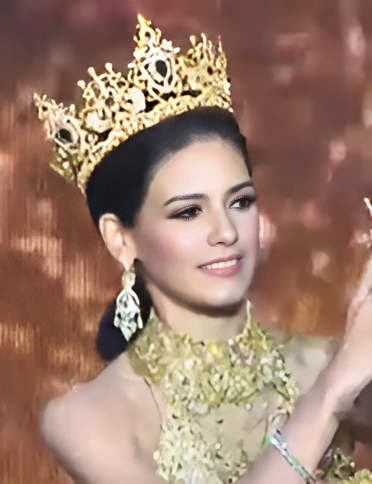
Miss Grand International 2013 Janelee Chaparro Puerto Rico

## Reprezentanții României și Moldovei

### România
| Anul                              | Reprezentanții          | Premiile naționale                    | Oras natal | Clasament | Alte premii |
| 2013                              | Iuliana-Stefania Vasile |                                       | București  | –         | –           |
| 2014                              | Delia Monica Duca       | Miss Universe România 2012            | Brașov     | –         | –           |
| 2015                              | Georgiana Paula Radu    | –                                     | Târgoviște | –         | –           |
| 2016                              | Ioana Mihalache         | Miss Grand International Romania 2016 | Constanța  | –         | –           |
| Fără reprezentanți în 2017 - 2018 |                         |                                       |            |           |             |
| 2019                              | Ramona Vătămanu         |                                       | București  |           |             |
| 2020                              |                         |                                       |            |           |             |

### Moldova
| Anul | Reprezentanții       | Premiile naționale | Oras natal         | Clasament          | Alte premii        |
| 2013 | Alyona Chitoroaga    |                    | Chișinău           | —                  | —                  |
| 2014 | Fără reprezentanți   | Fără reprezentanți | Fără reprezentanți | Fără reprezentanți | Fără reprezentanți |
| 2015 | Mihalache Bianca     |                    | Chișinău           | —                  | —                  |
| 2016 | Alina Mihaela Staicu |                    | Chișinău           | —                  | —                  |
| 2017 | Fără reprezentanți   | Fără reprezentanți | Fără reprezentanți | Fără reprezentanți | Fără reprezentanți |
| 2018 | Alexandra Predus     |                    | București          | —                  | —                  |
| 2019 | Fără reprezentanți   | Fără reprezentanți | Fără reprezentanți | Fără reprezentanți | Fără reprezentanți |
| 2020 |                      |                    |                    |                    |                    |